# Sinjal
Sinjal, pogosto imenovan tudi Dinara in Narodni vrh Hrvaške, je najvišji vrh na Hrvaškem in s 1831 metri nadmorske višine eden višjih vrhov Dinare. Leži na jugovzhodu Hrvaške na robu tradicionalne pokrajine Dalmacije, natančneje v Šibensko-kninski županiji. V neposredni bližini vrha poteka državna meja z Bosno in Hercegovino. Najbližje mesto je 15 kilometrov oddaljeni Knin. Na vrhu, ki ga gradi predvsem skalovje, poraščeno z nekaj nizkega grmičevja, stojita križ in trigonometrični steber z geodetsko oznako.

## Ime
Ime vrha izhaja iz starega hrvaškega poimenovanja za signal. Zaradi velikega simbolnega pomena, ki ga ima na Hrvaškem planota Dinara, je vrh pogosto poimenovan po njej.

## Poti
Na Sinjal vodi več pohodnih poti, med katerimi se večina začne v okolici mesta Knin. Je edini hrvaški vrh, katerega obisk morajo člani Hrvaške planinske zveze dokazati z žigom in fotografijo.